# The Short Version
Albums de Anaïs
The Love Album
(2008) À l'eau de Javel
(2012)
The Short Version est le deuxième album live de la chanteuse française Anaïs, son cinquième au total. Il est sorti en mai 2010, et a été enregistré aux Francofolies, à La Rochelle. Il inclut des chansons inédites comme Tu veux ta clé et Chapeau melon de même qu'une reprise de Billy Idol Dancing with myself.

## Liste des titres
| No  | Titre                        | Durée |
| --- | ---------------------------- | ----- |
| 1.  | Moi qui croyais              | 5:25  |
| 2.  | Le Premier Amour             | 6:12  |
| 3.  | Christina                    | 4:43  |
| 4.  | Do I Have Your Attention?    | 4:00  |
| 5.  | Dancing with Myself          | 4:23  |
| 6.  | Elle sort qu'avec des blacks | 5:06  |
| 7.  | Chapeau melon                | 2:16  |
| 8.  | Bad Blues Player             | 6:00  |
| 9.  | Tu veux ta clé               | 4:30  |
| 10. | Peut-être une angine         | 5:22  |
| 11. | Mon cœur mon amour           | 7:43  |
| 12. | I Love You                   | 6:51  |